# Gabriel Yacoub
Gabriel Yacoub (París; 4 de febrero de 1952-Bourges, 22 de enero de 2025) fue un músico y cantautor francés de música folk.

## Biografía
Gabriel nació en París, de padre libanés y madre francesa, originaria de Loiret.

### Inicios de su carrera
Yacoub, interesado por la música desde niño, comenzó su carrera acompañando con la guitarra, el banjo, el dulcimer y como cantante a Alan Stivell en su gira francesa de 1971.
Antes de fundar su grupo Malicorne, Gabriel y Marie Yacoub, entonces su esposa, grabaron Pierre de Grenoble (1973). De hecho, éste pudo haber sido el nombre del grupo. Incluye contribuciones de Dan Ar Braz.

### Malicorne
Con Malicorne, Gabriel ha tocado la guitarra eléctrica y acústica, la mandolina, la espineta de los Vosgos y el banjo. Además canta junto a su mujer la mayor parte de los temas de la banda.
En 1978, mientras Malicorne estaba en su momento culminante, Gabriel grabó un álbum en solitario titulado trad.arr, con el violinista inglés Barry Dransfield como invitado.

### Años en solitario
El año final de Malicorne, 1986, Yacoub grabó Elementary Level of Faith. Fue un trabajo muy experimental, con composiciones de Yacoub y efectos electrónicos. Mezcló cálidas emociones y sonidos industriales. Se trata casi de una pieza de acompañamiento para el disco de Malicorne Les cathedrales de l'industrie.
Tras una pausa de cuatro años, montó una gira en dúo con Marie. Lanzó Bel con un cuarteto de cuerda y gaitas de Jean-Pierre Rasle. Con el lanzamiento de Quatre (1994), Gabriel Yacoub sumó apariciones en quince álbumes, propios o de Malicorne. Bel y Quatre se consideran sus mejores álbumes en solitario, con maravillosos arreglos de sus propias canciones y contribuciones del arpista Alan Stivell.
En 2002 grabó un álbum con sus canciones en inglés, The Simple Things We Said... simplemente sonido de guitarra y su voz. Ha escrito un libro de poesía y letras de canciones titulado Les choses les plus simples.

## Discografía
- Gabriel y Marie Yacoub
  - Pierre de Grenoble (1973)
- Gabriel Yacoub
  - trad.arr (1978)
  - Elementary Level of Faith (1986)
  - Bel (1990)
  - Quatre (1994)
  - Babel (1997)
  - Tri (recopilación, 1999)
  - Yacoub (2001)
  - The Simple Things We Said (2002)
  - Gabriel Yacoub in concert
  - Je vois venir... (2004)
  - De la nature des choses (2008)